# Schizocolea ochreata
Schizocolea ochreata är en måreväxtart som beskrevs av Ernest Marie Antoine Petit. Schizocolea ochreata ingår i släktet Schizocolea och familjen måreväxter. Inga underarter finns listade i Catalogue of Life.